# Európai országok zászlóinak képtára
Ez a galéria Európa országainak és európai tagállamokkal rendelkező nemzetközi szervezetek zászlóit mutatja be.

## Nemzetközi
| Zászló | Dátum  | Használat | Leírás                                                                              |
| ------ | ------ | --- | ----------------------------------------------------------------------------------- |
|        |        | Az Északi Tanács zászlaja |                                                                                     |
|        | 1955 – | Európai Unió zászlaja. Eredetileg 1955-ben alkotta meg az Európa Tanács az európai egység jelképeként. Az Európai Unió zászlajaként 1992-ben vezették be. | Kör alakban 12 felfelé irányuló 5 ágú sárga csillag található a kék háttér közepén. |
|        | 1991 – | FÁK zászlaja |                                                                                     |
|        | 1953 – | NATO zászlaja |                                                                                     |

## Az Európai Unió tagállamai
| Zászló | Dátum            | Használat               | Leírás |
| ------ | ---------------- | ----------------------- | ------ |
|        | 1230-            | Ausztria zászlaja       |        |
|        | 1831-            | Belgium zászlaja        |        |
|        | 1990 –           | Bulgária zászlaja       |        |
|        | 1960-            | Ciprus zászlaja         |        |
|        | 1920-            | Csehország zászlaja     |        |
|        | 1219-            | Dánia zászlaja          |        |
|        | 1918-1940 1990-  | Észtország zászlaja     |        |
|        | 1918-            | Finnország zászlaja     |        |
|        | 1794-            | Franciaország zászlaja  |        |
|        | 1978 –           | Görögország zászlaja    |        |
|        | 1937-            | Hollandia zászlaja      |        |
|        | 1990 –           | Horvátország zászlaja   |        |
|        | 1848-            | Írország zászlaja       |        |
|        | 1919-            | Lengyelország zászlaja  |        |
|        | 1918-1940 1990-  | Lettország zászlaja     |        |
|        | 1918-1940, 1989- | Litvánia zászlaja       |        |
|        | 1972-            | Luxemburg zászlaja      |        |
|        | 1848-            | Magyarország zászlaja   |        |
|        | 1964-            | Málta zászlaja          |        |
|        | 1801-            | Nagy-Britannia zászlaja |        |
|        | 1919-1933 ,1949- | Németország zászlaja    |        |
|        | 1948-            | Olaszország zászlaja    |        |
|        | 1911-            | Portugália zászlaja     |        |
|        | 1989-            | Románia zászlaja        |        |
|        | 1981-            | Spanyolország zászlaja  |        |
|        | 1569-            | Svédország zászlaja     |        |
|        | 1992-            | Szlovákia zászlaja      |        |
|        | 1991-            | Szlovénia zászlaja      |        |

### Európai Unió egyéb területei
| Zászló | Dátum | Használat                    | Leírás |
| ------ | ----- | ---------------------------- | ------ |
|        | 1801- | Akrotíri és Dekélia zászlaja |        |
|        | 1982- | Gibraltár zászlaja           |        |

Lásd még: A brit felségjelzések zászlóinak képtára

## A FÁK európai tagállamai
| Zászló | Dátum              | Használat                 | Leírás |
| ------ | ------------------ | ------------------------- | ------ |
|        | 1991-              | Azerbajdzsán zászlaja     |        |
|        | 1995-              | Fehéroroszország zászlaja |        |
|        | 2004-              | Grúzia zászlaja           |        |
|        | 1992-              | Kazahsztán zászlaja       |        |
|        | 1990-              | Moldova zászlaja          |        |
|        | 1896 – 1917 1991 – | Oroszország zászlaja      |        |
|        | 1990-              | Örményország zászlaja     |        |
|        | 1992 –             | Ukrajna zászlaja          |        |

## Más európai országok
| Zászló | Dátum               | Használat                    | Leírás |
| ------ | ------------------- | ---------------------------- | ------ |
|        | 1992 –              | Albánia zászlaja             |        |
|        | 1866 –              | Andorra zászlaja             |        |
|        | 1998 –              | Bosznia-Hercegovina zászlaja |        |
|        | 1915 –              | Izland zászlaja              |        |
|        | 1937 –              | Liechtenstein zászlaja       |        |
|        | 1995 –              | Észak-Macedónia zászlaja     |        |
|        | 1881 –              | Monaco zászlaja              |        |
|        | 2004 –              | Montenegró zászlaja          |        |
|        | 1821 – 1844, 1898 – | Norvégia zászlaja            |        |
|        | 1862-               | San Marino zászlaja          |        |
|        | 1815 –              | Svájc zászlaja               |        |
|        | 2010-               | Szerbia zászlaja             |        |
|        | 1844-               | Törökország zászlaja         |        |
|        | 1929-               | Vatikán zászlaja             |        |

## Egyéb európai területek
| Zászló | Dátum  | Használat           | Leírás |
| ------ | ------ | ------------------- | ------ |
|        | 1990 – | Feröer zászlaja     |        |
|        | 1998 – | Guernsey zászlaja   |        |
|        | 1866 – | Jersey zászlaja     |        |
|        | 1992 – | Man sziget zászlaja |        |

## Vitatott státuszú vagy el nem ismert államok
| Zászló | Dátum | Használat                                | Leírás |
| ------ | ----- | ---------------------------------------- | ------ |
|        |       | Abházia zászlaja                         |        |
|        |       | Dél-Oszétia zászlaja                     |        |
|        |       | Dnyeszter Menti Köztársaság zászlaja     |        |
|        |       | Észak-Ciprusi Török Köztársaság zászlaja |        |
|        |       | Hegyi-Karabah zászlaja                   |        |
|        | 2008- | Koszovó zászlaja                         |        |
|        |       | Mal di Ventre-i Köztársaság              |        |
|        |       | Máltai lovagrend zászlaja                |        |
|        |       | Sealand Hercegség zászlaja               |        |
|        |       | Seborga Hercegség zászlaja               |        |